# Corey Mylchreest
Corey Mylchreest, född den 8 maj 1998 i Waltham Forest, London, är en brittisk skådespelare.
Corey Mylchreest har bland annat medverkat i TV-serierna Familjen Bridgerton: Drottning Charlotte och Hostage. Han har även medverkat i filmen My Oxford Year där han spelade Jamie Davenport. I samtliga fall har han spelat en av huvudrollerna.

## Filmografi (i urval)
- 2023 – Familjen Bridgerton: Drottning Charlotte (TV-serie)
- 2025 – My Oxford Year
- 2025 – Hostage (TV-serie)